# Teologia evangélica
A teologia evangélica é o ensinamento e doutrina sobre assuntos espirituais no cristianismo evangélico e uma teologia cristã. Em uma das mais clássicas caracterizações desse sistema teológico, o historiador britânico David W. Bebbington caracterizou a teologia do evangelicalismo com conjunção de quatro ângulos:
- Biblicismo: uma consideração particular pela Bíblia (por exemplo, todas as verdades espirituais essenciais podem ser encontradas nela)
- Crucicentrismo: um foco na obra expiatória de Cristo na cruz.
- Conversionismo: a crença de que os seres humanos precisam ser convertidos.
- Ativismo: a crença de que o evangelho precisa ser expresso com esforço.

## Principais movimentos aderentes
A teologia evangélica reúne os principais aspectos teológicos comuns, que podem ser encontrados na confissões de fé adotadas por denominações cristãs evangélicas. Apesar das nuances nos vários movimentos evangélicos, existe um conjunto semelhante de crenças para movimentos aderentes à doutrina da Igreja de crentes, sendo os principais Anabatismo, Igreja Batista e Pentecostalismo.
Cristianismo evangélico reúne diversas correntes teológicas, as principais sendo conservadora fundamentalista ou moderada e liberal.

## Autoridade da Bíblia
A Bíblia é considerada inspirada pelo próprio Deus e é a autoridade soberana na fé cristã. 
Quando Paulo, portanto, declara que "toda  Escritura divinamente inspirada" serve para instrução e norma de fé e conduta (2 Tm 3:16), ele afirma que a Escritura é um produto de uma operação divina muito específica. Portanto, é importante notar que o grego não carrega o significado de que os termos da Bíblia foram "infundidos" em escritores humanos, mas sim que respira Deus. A revelação divina é uma espécie de fluxo perpétuo do poder criativo de Deus. Em outras palavras, considera-se que Deus "supervisionou" a escrita de todas as linhas da Bíblia de modo que contenha uma mensagem em linguagem humana enviada por Deus usando o intelecto humano, escrevendo estilos e escrevendo talentos - esta noção é chamada inspiração bíblica. A Bíblia é considerada como um manual de vida que diz respeito a todos os aspectos da vida. O crente é dependente do Espírito Santo para ter uma boa compreensão dos textos. Muitas vezes chamada de "a Palavra de Deus" ou "escritura", é considerada infalível e, em alguns círculos evangélicos, sem erro - essa noção é chamada de "inerrância bíblica". Às vezes é interpretada de uma maneira muito literal, em certas correntes, e em particular as mais conservadoras em matéria religiosa (correntes ultraconservadoras e fundamentalistas).  Com o desenvolvimento da teologia evangélica moderada na década de 1940 nos Estados Unidos, o estudo da Bíblia foi combinado com disciplinas como hermenêutica, exegese, epistemologia e apologética.

## Deus
Igrejas e denominações evangélicas têm uma teologia trinitária. Assim, o ponto que é encontrado em quase todas as principais correntes do cristianismo, o Deus único, eterno e espírito está sempre presente e revelado em três pessoas divinas, ou seja, o Pai (Deus Todo-Poderoso), o Filho (ou "Only Son" - literal "μονογενης", "monogenes", "unigênito", Jesus Cristo); e o Espírito Santo (ou "Sopro Sagrado"). Ancorando ênfase evangélica em escritos bíblicos são certamente diferentes do catolicismo em que eles não tomam este credo para justificar que, com base em passagens ou conceitos bíblicos e não no tradição ou conselhos (sabendo que o nascimento deste dogma é muitas vezes ligado ao Primeiro Concílio de Niceia que teve lugar no início do século IV). Os evangélicos aderem (pelo menos informalmente) ao Credo Niceno (381) definindo a diferenciação relacional de Deus, tanto um como trino, bem como o princípio de unidade e identidade, no caso das duas naturezas, na pessoa de Cristo (cristologia), bem como as posições do Primeiro Consílio de Nicéia (e não no próprio conselho) que condenam o Arianismo. No entanto, para evitar polêmicas desnecessárias e, especialmente, porque a humildade eles acreditam que o mistério da relação exata entre as três pessoas divinas só pode ser além de toda a razão humana, eles não incentivar teologia especulativa este assunto sobre o que não é imediatamente dedutível da Bíblia.

### Deus, o Pai
Para os evangélicos, a pessoa de Deus, é o criador do céu e da terra.
Além disso, Deus é apresentado como um amor Pai, e a relação do humano com Deus deve necessariamente ser a de um filho em relação a seu pai.

### Jesus
Jesus é considerado perfeitamente homem e perfeitamente Deus (cristologia). Este componente da Trindade, tem uma ressonância e consequências particulares para os evangélicos:
1. Jesus Cristo é considerado Filho único de Deus ou o Pai (João 3:16), sem quaisquer conotações biológicas (crença em seu nascimento milagroso), mas no sentido bíblico do termo, que de acordo com a interpretação evangélica tem um estado simbólico e espiritual filial a Deus, aproximou-se de Isaac, o filho de Abraão (livro de Gênesis).[23] De fato, Isaque também foi chamado de "filho único" de seu pai, enquanto a Bíblia afirma que ele tinha um meio-irmão, [Ismael]. A singularidade de Isaque como filho de Abraão seria, portanto, simbólica e espiritual; As interpretações rabínicas (judaicas) e evangélicas consideram que Isaque era o "único filho" porque ele era o único a cumprir a promessa de Deus. Além disso, o episódio do sacrifício de Isaac por seu pai é visto como um suporte para esse entendimento, como "apontando para" Jesus, ou, para usar a linguagem bíblica, que o sacrifício era apenas "sombra". as coisas por vir "(Colossenses 2: 16-17), a saber, Jesus ofereceu como sacrifício.
2. Jesus Cristo é considerado "Deus feito homem".[24] É um firme objeto de fé que Jesus Cristo é apenas uma manifestação carnal de Deus, e que Ele existiu desde toda a eternidade (João 1: 1-3).[25] Na verdade, ele é considerado o Verbo (ou Palavra, ou Logos) de Deus feito carne, isto é, sua expressão ainda por excelência, pela exegese evangélica da Sabedoria de Deus descrito acima por perto rei Salomão no Antigo Testamento (inclusive e especialmente Provérbios 9: 1) e os escritos deuterocanônicos como uma emanação ou radiação da sabedoria de Deus, apesar de serem consideradas apócrifas pelos evangélicos, eles usam esses escritos para apoiar o fato de que o hipóstase de Jesus como um quasi-personificação de um atributo de Deus estava presente no pensamento judaico e os escritos canônicos ou não). A existência eterna de Jesus também é suportado na Bíblia, nas palavras do Evangelho, pelos cristofanias (manifestações Messias em forma humana antes do nascimento de Jesus - ver especialmente o grande sacerdote no Melquisedeque Gênesis talvez implícito no Evangelho segundo João, capítulo 1 v. 10), e as palavras e fatos de Jesus (entre muitas outras coisas, o fato de que Jesus é descrito da mesma maneira como o Deus de Israel, YHWH (Yahweh ou Jeová) se revelou a Moisés - João 8:58 em paralelo com Êxodo 3:14). Acima de tudo, o fato de a exegese evangélica ter por certo que Jesus foi condenado por uma acusação de blasfêmia pelos judeus, porque ele dizia ser Deus, provavelmente constitui um dos primeiros objetos de atestação da divindade de Jesus.
3. Jesus Cristo é, considerado em sua divindade, como um stakeholder no julgamento dos vivos e dos mortos que acontecerá na fim dos tempos.[26] Ressuscitado, levantado para o céu (Ascensão), ainda vivo e "sentado à direita de Deus" (Marcos 16:19 e passagens semelhantes; Atos 2:33 e passagens semelhantes), é a única Intercessor digno de Deus (inspirado pela teologia Paulino) para defender a causa dos crentes convertidos para Cristo. Como uma manifestação de Deus, o cristianismo evangélico coloca uma grande ênfase na pessoa de Jesus Cristo. Assim, os evangélicos veem o "cristianismo" não como uma religião, mas como um relacionamento, que consiste essencialmente em uma "relação de compromisso" com Jesus Cristo como o único caminho para Deus. Nisto, Jesus Cristo é o digno e o único "chefe da Igreja" (uma ruptura clássica com o catolicismo), uma Igreja que também é chamada "o corpo de Cristo" (cristologia de Paul).

### Espírito Santo
O Espírito Santo (ou Espírito de Deus, Espírito, Deus como Espírito) é considerado completamente Deus. É a eterna manifestação de Deus na dimensão humana. É a presença do Espírito que Jesus prometeu no Evangelho àqueles que seriam convertidos, atestados pelas primeiras testemunhas de Cristo (Atos dos Apóstolos capítulo 2). Todas as correntes evangélicas consideram que o Espírito Santo está presente e trabalhando nas histórias pessoais de cada crente, bem como no futuro da Igreja universal. Como parte interessada na conversão do indivíduo, também é considerada a origem de vários dons, que variam muito dos escritos do Novo Testamento, mas é comum em movimento carismático concentre-se em um don do Espírito Santo. Os dons do Espírito Santo são 9; presentes criativos (escrita e artes), presentes pastorais (supervisão e orientação das comunidades), os dons apostólicos (pregação, ensino), os dons proféticos (Profecia em suas diversas formas), os dons prodigiosos (maravilhas e milagres). O cristianismo evangélico, especialmente no atual pentecostalismo, movimento carismático, coloca uma ênfase no Espírito e sua ação na vida e na Igreja.

### Adoração de Deus somente
Evangélicos refutar aqueles designados como santos pelas igrejas católicas e ortodoxas como igualando o culto de dulia, que dá a essas igrejas tão santos designados, e também especialmente o culto de hiperdulia (o culto a Maria), necromancia e idolatria.
Eles são baseados em:
- Deuteronômio. 18: 10-12 ("Não permitam que se ache alguém entre vocês que ... pratique adivinhação, ou se dedique à magia, ou faça presságios, ou pratique feitiçaria ou faça encantamentos; que seja médium, consulte os espíritos ou consulte os mortos. O Senhor tem repugnância por quem pratica essas coisas, e é por causa dessas abominações que o Senhor, o seu Deus, vai expulsar aquelas nações da presença de vocês.") e o fato de que pessoas consideradas santas em sua vida são, como resultado de sua morte, também" espiritualmente adormecidas "ou" espiritualmente inacessíveis ".
- Eclesiastes 9: 5, "Porque los vivos saben que han de morir, pero los muertos no saben nada ni esperan nada, pues su memoria cae en el olvido."

A adoração e louvor de Deus, através da música cristã, é uma parte importante de um serviço. Além disso, para o uso evangélico Marcos 24:27 ("Portanto, ele é o Deus dos vivos, e não dos mortos") e Evangelho segundo João 11:26 ("Eu sou a ressurreição e a vida. Quem crê em mim viverá, mesmo depois de morrer. Quem vive e crê em mim jamais morrerá") para se juntar ao culto dos santos resultar uma extrapolação errônea e abusiva da possibilidade da ressurreição prometida por Cristo, mas que ocorrerá no fim dos tempos.
O Virgem Maria é assim chamado porque ela era virgem antes do nascimento de Jesus, mas os evangélicos reconhecem outras crianças, irmãos e irmãs de Jesus e nasceu após este, citado em os Evangelhos (Marcos 6: 3). Ela é reconhecida como "Maria Christotokos" (Mãe de Cristo) e é considerada um modelo de fé, humildade e obediência a Deus. Alguns evangélica refutar o nome de "Theotokos" (Mãe de Deus) de Primeiro Concílio de Éfeso (431) para evitar confusão com a devoção mariana que é encontrada na Igreja Católica Romana, mas a maioria dos teólogos evangélicos aceitar esta formulação de uma perspectiva teórica baseada no princípio da comunicação de expressões idiomáticas e considerando que a rejeição seria negar a singularidade da pessoa de Cristo; eles geralmente completam com cautela com um "de acordo com sua natureza humana". Evangélicos rejeitam ideias que Maria é co-redentora e mediadora, assim como a concepção imaculada, da Dormição e Assunção, considerando-as não justificada biblicamente, bem como todas as formas de piedade mariana.

## Satanás
Para algumas vertentes Satanás e seus demônios são responsáveis por maldições e tentações aos pecados. No entanto, outros teólogos evangélicos como N.T. Wright crê que Satanás seja uma abstração do Mal, o qual foi vencido por Jesus Cristo.

## Salvação

### Novo nascimento
Todo ser humano é pecador por natureza deve suportar um castigo eterno no inferno, mas que pela fé em Jesus e não pelas obras, ele pode pegar o salvação e ir para paraíso. No Cristianismo evangélico, o crente obtém salvação apenas por  fé e graça (Efésios 2:8). A salvação é a condição para o acesso ao paraíso. Salvação pela fé é uma decisão pessoal e compromisso. O crente é salvo pela imputação da justiça de Cristo; todos os méritos de Cristo são imputados ao crente pela fé.
O novo nascimento, esse encontro pessoal com Jesus Cristo que se desdobra na conversão do crente, é considerado uma passagem verdadeira da morte espiritual para a vida espiritual. Este conceito é baseado em João 3: 3 "Jesus respondeu: “Eu lhe digo a verdade: quem não nascer de novo, não verá o reino de Deus”", e João 10:10. Então falamos de "Cristãos nascidos de novo" (veja 2 Coríntios 5:17 e Gálatas 6:15). Na verdade, é uma das formas mais precisas de designar cristãos de obediência evangélica do ponto de vista da conversão pessoal. O encontro do crente com Jesus e a decisão de dar-lhe a vida marca uma importante mudança de vida. Significa arrependimento, que é reconhecimento, confissão e renúncia a pecado. Para a maioria dos cristãos evangélicos, o novo nascimento ocorre antes do batismo do crente, por imersão na água.
Para algumas igrejas, como Igrejas Batistas, é sinônimo do batismo no Espírito Santo. Para outras igrejas, a atual pentecostal, o batismo do Espírito Santo é um evento separado que é necessariamente acompanhado por glossolalia e permite uma experimentação dos dons do Espírito Santo. No movimento carismático, o do batismo no Espírito Santo é também uma segunda experiência. No entanto, falar em línguas (glossolalia) não é a única prova desse evento espiritual. O crente pode ter recebido os outros 8 dons do Espírito Santo estabelecidos em 1 Coríntios 12-14.

### Santificação
A santificação do crente é o processo pelo qual uma pessoa se consagra a Deus e escolhe recusar pecado, pela graça de Deus após o novo nascimento.  Existem duas posições evangélicas sobre a santificação, a santificação progressiva e a santificação posicional.

#### Santificação progressiva
A santificação progressiva é a obra de santificação do crente por meio da graça e das decisões do crente após o novo nascimento. Esta é a posição de algumas denominações evangélicas, como as Igrejas Batistas e algumas denominações Pentecostais, como Assembléias de Deus e Igreja Quadrangular.

#### Santificação posicional
A santificação posicional é o trabalho de santificação do crente que se torna completamente completo no novo nascimento. Esta é a posição de algumas Pentecostais denominações, como Igreja Internacional Pentecostal de Santidade, Igreja de Deus (Cleveland) e Igreja de Deus em Cristo. 

### Boas obras
Segundo a teologia evangélica, as boas obras são a conseqüência da salvação e não sua justificativa.  Eles são um sinal de fé sincera e agradecida. Eles incluem ações para Grande Comissão, ou seja, evangelismo, serviço em Igreja e caridade.  Eles serão recompensados com a graça de Deus no último julgamento.

## Igreja
A Igreja evangélica local é a organização que representa a Igreja universal e é vista pelos evangélicos como o corpo de Jesus. Ela é responsável pelo ensino e ordenanças, a saber, o batismo do crente e a Santa Ceia.  Cada igreja tem uma confissão de fé particular, e comum se for membro de uma  denominação. Algumas denominações são membros de uma aliança nacional da Aliança Evangélica Mundial.

### Ministros
A administração da Igreja é assegurada pelos ministros evangélicos quem são principalmente os de diácono, líder de louvor, pastor, e  evangelista. Outros ministérios também podem estar presentes, como o de ancião, com funções semelhantes às do pastor. O ministério de bispo com a função de supervisionar as igrejas em escala regional ou nacional está presente em todas as denominações cristãs evangélicas, mesmo se o título de presidente do conselho ou superintendente geral for usado principalmente para isso função. O termo bispo é explicitamente usado em certas denominações.

### Culto
Nas igrejas evangélicas, o serviço, celebração ou culto é visto como um ato da adoração de Deus na vida da Igreja. Geralmente contém duas partes principais, o louvor (música cristã) e o sermão, e periodicamente a Santa Ceia.
A cruz latina é um dos únicos símbolos espirituais que geralmente podem ser vistos na construção de uma igreja evangélica e que identifica o pertencimento do lugar. Por causa de sua compreensão do segundo dos Dez Mandamentos, os evangélicos não têm representações materiais religiosas como estatutos, ícones ou pinturas em seus locais de culto.
Os principais festividades cristãs celebradas pelos evangélicos são Natal, Pentecostes (pela maioria das denominações evangélicas) e Páscoa para todos os crentes.

### Missão
Para os evangélicos, a  missão é baseada na grande Comissão dada por Jesus,  compartilhar as  Boas Novas, para treinar discípulos e batizar os crentes. Ela é particularmente levada em conta nas igrejas, com programas local e internacional de evangelização. A maioria dos evangélicos acreditam que a conversão dos corações é a obra de Deus por si só, pelo Seu Espírito Santo (João 16: 8), mas também sabe que compartilhar a fé com os não-crentes é um ato de gratidão o que Deus fez por eles (Mateus 10:32). Ele toma forma na distribuição de folhetos e Bíblias, a formação de discípulos, suporte para igrejas e ajuda humanitária cristã. Várias organizações missionárias evangélicas se especializaram na evangelização ao longo da história.

### Caridade
Caridade, esta preocupação para a assistência aos pobres, é um dos três virtudes cristãs primária e um conceito claro do Antigo Testamento. No início do século XX, o pastor  batista americano Walter Rauschenbusch, líder do movimento Evangelho social, desenvolveu a importância de justiça social e ações humanitárias nas igrejas  evangélicas. A maioria das organizações cristãs evangélicas humanitárias foi fundada na segunda metade do século XX. Entre os mais importantes existe International Justice Mission, Prison Fellowship International, Samaritan's Purse, Mercy Ships, World Vision. A maioria das ONGs cristãs ajuda a todos, independentemente da religião.

### Justiça Social
O Primeiro Congresso Internacional sobre Evangelização Mundial em Lausanne em 1974 é considerado por alguns como "o mais importante encontro evangélico mundial do século XX". O Pacto de Lausana afirmou que:
Deus é tanto o Criador como o Juiz de todos os homens. Devemos, portanto, compartilhar sua preocupação pela justiça e reconciliação em toda a sociedade humana e pela libertação dos homens de todo tipo de opressão… expressamos penitência tanto por nossa negligência como por ter considerado o evangelismo e a preocupação social como mutuamente exclusivos.
Seguindo ao Congresso de Lausana, o apoio ao conceito de Missão integral cresceu entre os evangélicos, particularmente nos segundo e terceiros mundos. Uma série de declarações que emergiram de conferências evangélicas internacionais nos anos seguintes (algumas delas organizadas pelo Movimento de Lausana e presididas por John Stott) revelaram preocupações semelhantes para um entendimento holístico de missão. De importância crítica para o desenvolvimento da teologia da missão integral foram os vários Congressos Latino-Americanos sobre Evangelismo (CLADE, sua sigla em espanhol—Consejo Latinoamericano de Evangelización).

## Fim dos tempos

### Último Julgamento
É uma crença no cristianismo em geral e em outras religiões monoteístas que no final dos tempos haverá um juízo Final por Jesus Cristo. Jesus Cristo voltará pessoal, corporal e visivelmente. Enquanto outras religiões e ramos do cristianismo conceber que eles serão julgados com base em suas ações, um ponto importante do cristianismo evangélico é acreditar que seres humanos serão julgados de acordo com a sua fé, ou seja, em sua aceitação ou não de Jesus Cristo como Salvador e Senhor quando ouviram o evangelho cristão em sua vida. As boas obras são a conseqüência da salvação e serão recompensados com a graça de Deus no último julgamento.

### As sete dispensas
Alguns evangélicos são dispensacionalistas. Eles dividem a história em sete períodos principais (dispensações). Estes períodos são 7:
1. Inocência: Adão e Eva antes da queda
2. Consciência: O homem se torna um pecador e tem que responder a Deus
3. O governo humano: Do dilúvio, Deus dá uma organização política à humanidade
4. O reinado dos patriarcas (ou a promessa): Abraão, Deus promete a bênção àquele que acredita nele
5. A lei: Deus faz uma aliança com Israel para o seu bem e a bênção das nações
6. A Igreja: Deus perdoa completamente aqueles que acreditam em Jesus
7. O millennium: Jesus voltará e reinará por 1000 anos de paz na terra

Assim, a maioria deles acredita na segunda vinda de Cristo, ou, para alguns, a sua iminência que então procede a arrebatamento da Igreja. De acordo com eles, e, a princípio, a igreja será removido (1 Tessalonicenses 4,16-18) e, assim, julgamentos preservados que atingiram o mundo (Apocalypse 3:10 ) por 7 anos e, em seguida, serão unidos com o Messias ( Apocalipse 19: 7-8 ) antes de ele vem construir o millennium (Apocalipse 20: 1-6 ) sobre a paz a terra. Depois disso virá o juízo Final ( Apocalipse 20: 11-15 ), o fim dos tempos e a entrada em um novo mundo ( Apocalipse 21: 1 ).
- Os evangélicos sionistas: eles são dispensacionalistas e sionistas porque acreditam que estão no final do sexto dispensação. Na verdade, para eles, a criação do moderno Estado de Israel (1948) é a restauração bíblica e profética de Israel, a restauração de povo escolhido, prólogo a sétima dispensação e o retorno de Cristo.[88] Ajudar o pleno estabelecimento de Israel e apoiá-lo é, portanto, seguir o plano e a vontade de Deus.

- Evangélicos não-sionistas: Embora pensem estar na sexta dispensação, duvidam ou até percebem que Israel moderno é o reino de Israel a ser restaurado pela vontade divina.[89] Para eles, o estado moderno é resultante dos homens e não de Deus; nesse sentido, eles se juntam à posição Haredi ou judeus ultra-ortodoxos. Apoiar essa nação não-divina e não profética poderia ir contra a vontade divina; sua atitude oscila, assim, entre a neutralidade e a hostilidade em relação ao estado de Israel.

- Evangélicos não dispensacionalistas: Para eles o dispensacionalismo é uma doutrina desenvolvida especialmente por Cyrus Ingerson Scofield, humano, nem sequer mencionado na Bíblia e, portanto, sem qualquer inspiração ou fundação divina. No entanto, isso não os impede de estimar a segunda vinda de Cristo, mais ou menos próxima no tempo. Sua atitude em relação ao estado de Israel é, portanto, variável, mas geralmente neutra.

## Controvérsias
Uma doutrina particularmente controversa nas igrejas evangélicas é a da teologia da prosperidade, que se espalhou nas décadas de 1970 e 1980 nos Estados Unidos, principalmente por meio do televangelismo. Esta doutrina é centrada no ensino da fé cristã como um meio de enriquecer-se financeira e materialmente, através de uma "confissão positiva" e uma contribuição para os ministérios cristãos. Promessas de cura divina e prosperidade são garantidos em troca de certos montantes de doações. A fidelidade no dízimo permitiria evitar as maldições de Deus, os ataques do diabo e da pobreza. As ofertas e dízimo ocupam muito tempo nos serviços. Muitas vezes associada ao dízimo obrigatório, esta doutrina é por vezes comparada com um negócio religioso. É criticada por pastores e sindicatos da igreja, como o Conselho Nacional de Evangélicos da França, na França.